# La Boudeuse (navire patrouilleur)
Pour les articles homonymes, voir Boudeuse.
La Boudeuse est la deuxième 
unité de la série des dix patrouilleurs de la Marine nationale du type P400 destinés aux tâches de protection des zones économiques exclusives ou de service public. Elle était basée au port de la Pointe des Galets à La Réunion, avant son désarmement en 2011.

## Missions
Les missions de La Boudeuse sont la protection (patrouille, contrôle d'embargo, action de souveraineté, transport de commandos) et de service public (secours en mer, police de la navigation, police des pêches, assistance aux zones isolées...)

## Histoire

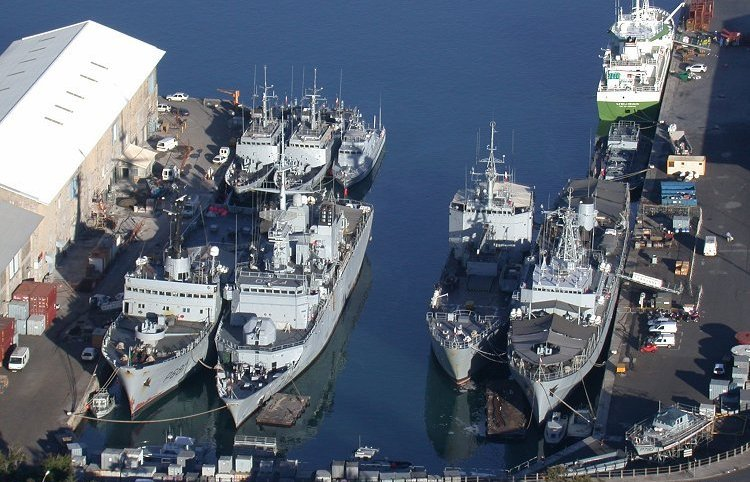
Tous les bâtiments de la flotte française basés à La Réunion sont rassemblés pour une photo de famille exceptionnelle au port de la Pointe des Galets en août 2002.

### Construction
La Boudeuse est  mise en chantier le 15 juin 1983, lancée le 29 mai 1984 et admise au service actif le 15 janvier 1987. Son numéro de coque est P683.

### Service actif
En 1989, lors de l'opération Oside, après l'assassinat du président comorien Ahmed Abdallah, le navire est présent dans la zone d'opération dès le début de la crise et contribue largement au succès de l'entreprise d'intimidation qui aboutit au départ des mercenaires de Bob Denard soutenant un push militaire.
Depuis le 25 janvier 1992 La Boudeuse est parrainée par la collectivité territoriale de Mayotte.
Le 16 septembre 2005, le patrouilleur La Boudeuse porte assistance au ferry Mahadana en panne de moteur au large des Comores.
Elle a définitivement quitté l'archipel de Mayotte en avril 2010 pour retourner à la Réunion, et a rejoint Brest en juillet 2010 pour être désarmée, en 2011, elle rejoint le Cimetière des navires de Landévennec, près de Brest, en attente de sa déconstruction. Elle a quitté les lieux en fin septembre 2015, pour être démantelée au Havre.